# Будівельник (хокейний клуб, Київ)
Хокейний клуб «Будівельник» — професіональний хокейний клуб з Києва, Україна. Заснований 24 березня 2010 року. З сезону 2010—11 клуб планував виступати у Континентальній хокейній лізі. «Будівельник» мав стати першим українським клубом, який би виступав на елітному рівні європейського хокею починаючи з 1996 року, коли була заснована Російська Суперліга і київському Соколу було відмовлено в участі у ній.
Домашні поєдинки команда планувала проводити в Київському палаці спорту, після проведення там реконструкції, задля відповідності вимогам КХЛ.

## Історія

### Заснування
Заснований навесні 2010 року для участі в змаганнях КХЛ. Прес-конференція щодо створення клубу відбулася 24 березня 2010 року, тож цей день можна вважати датою народження команди. Ініціатором створення хокейного клубу виступив член наглядової ради ПриватБанку — Ігор Коломойський. Ця ж фінансова установа буде й головним спонсором хокейного клубу. Президентом «Будівельника» обрано Богдана Гулямова.
1 квітня 2010 року, після закінчення строку подання заявки для участі в Континентальній хокейній лізі в сезоні 2010—11 років, керівництво ліги оцінило шанси найімовірніших новачків КХЛ, до числа яких потрапив і «Будівельник». 17 травня 2010 року відбулося засідання Ради директорів Континентальної хоккейної ліги. Одним із головних рішень заходів стало включення до ліги нових членів. Так, до складу учасників КХЛ був прийнятий український ХК «Будівельник» і клуб «Югра» із Ханти-Мансійська. ХК «Будівельник» замінив ХК МВД у Дивізіоні Тарасова.
20 травня 2010 року головним тренером клубу став чеський спеціаліст Йозеф Яндач. Яндач підписав однорічний контракт з клубом з можливістю продовження ще на один сезон. Також 20 травня ХК «Будівельник» оформив угоди з шістьма хокеїстами, якими стали: українець Костянтин Симчук, чехи Петр Грегорек, Томаш Кудєлка, Петр Вампола, Леош Чермак і словак Томаш Булік.
На Драфті КХЛ 2010, який пройшов 4 червня 2010 року у Москві, Росія, «Будівельник» обрав 7 хокеїстів, у тому числі і єдиного українця Дениса Петрухно. 7 червня 2010 року ХК «Будівельник» оформив угоду з Вадимом Шахрайчуком.

### Закриття проекту
Проблеми з участю «Будівельника» у КХЛ почалися після обрання Києва господарем чемпіонату світу з хокею із шайбою 2011 року у першому дивізіоні (Група В). Після цього Кабміном було ухвалено рішення реконструювати київський Палац спорту, де планував виступати «Будівельник», за державні кошти. У зв'язку з цим, закінчення реконструкції відкладалося мінімум до Нового року і грати до того часу клубу було ніде. Іншої арени, що задовольняла б вимогам КХЛ щодо місткості в Україні просто не існувало, а йти на поступки керівництво КХЛ не збиралося. Керівництву ХК «Будівельник» Фонд держмайна відмовив у тому, щоб клуб реконструював його за власні кошти. Керівництво клубу пропонувало Фонду держмайна схему, за якою вкладені клубом в реконструкцію кошти були б зараховані в рахунок оренди, але і ця схема також була відкинута.
Варіант виступу «Будівельника» у ВХЛ було відкинуто. Контракти з гравцями довелося розривати, а проект відкладати на невизначений термін, а пізніше взагалі закрити.